# 徒单克宁
徒单克宁（？—1191年），金朝莱州（今山东省莱州市）人，出自女真徒单部，原名习显。金世宗、金章宗時長期擔任宰相。

## 家族
其父汾阳军节度使徒单况者，舅舅左丞相完颜希尹。其先金源县人，随猛安迁居到山东，于是定籍莱州。

## 生平
徒单克宁善于骑射，有勇略，通晓女真文、契丹文。金熙宗时，充当护卫，历任符宝郎、侍卫亲军马步军都指挥使，改忠顺军节度使。娶完颜宗干的女儿嘉祥县主。完颜亮在位时，降知滕阳军，历任宿州防御使、胡里改路节度使，曷懒路兵马都总管。
大定元年（1161年），以本路兵马会东京辽阳府，迁左翼都统，大定二年（1162年）从右副元帅完颜谋衍镇压移剌窝斡，迁太原府尹，驻军平凉。改任益都尹，兼山东路兵马都总管、行军都统。大定四年（1164年），徒单克宁军出楚州、泗州之间，攻克宋朝楚州，射杀南宋名将魏胜。回军，任大名府府尹，历任河间府尹、东平府尹，召为都点检。大定十一年（1171年），随丞相纥石烈志宁北伐，大定十二年（1172年）为枢密副使，兼知大名府事。改太子太保平章政事，封密国公，后来罢为东京留守。大定十九年，改为南京留守，兼河南统军使，再为平章政事。世袭不扎土河猛安兼亲管谋克。
大定十九年（1179年），任右丞相，改封谭国公。大定二十一年（1181年），为左丞相，改封定国公。大定二十二年（1182年）被赐名克宁，大定二十四年（1184年）留守中都辅佐皇太子守国。大定二十五年（1185年），行左丞相事，太子完颜允恭卒，上表请立皇太孙。次年，为太尉兼左丞相。大定二十八年（1188年），以太尉兼任尚书令，封延安郡王。
大定二十九年（1189年），金世宗驾崩，徒单克宁受命辅佐皇太孙完颜璟即位为金章宗。封东平郡王。明昌元年（1190年），拜太师，封淄王，次年正月庚午日（1191年2月16日）去世。死后谥号忠烈。

## 妻
- 嘉祥县主，完颜宗干女，同母兄蒲甲（完顏袞）判大宗正事

## 传記資料
- 《金史》 卷92 列传第三十

1. ↑  《金史》卷9：庚午，太師、尚書令淄王徒單克寧薨。